# Горица Грънчарова-Кожарева
Горица Николова Грънчарова-Кожарева е български общественик, заместник-председател на Сметната палата на Република България.

## Биография
Родена е на 9 април 1966 година и израснала в град Разлог. Завършва „Счетоводство и контрол“ във Висшия финансово-стопански институт „Димитър А. Ценов“ в Свищов.
През годините Кожарева е заемала позиции на ръководител Одитно отделение, извършващо финансови одити, одити за съответствие при финансово управление и одити на изпълнението и ръководи работна група за изработване на частта „Одити за съответствие“ на Наръчника за прилагане на международно признатите одитни стандарти и одитна дейност на Сметната палата; член на Консултативния съвет на Сметната палата; главен експерт в НАП; управител – офис НОИ на „СИБАНК“ АД; зам.-главен счетоводител в Булгаргаз; управител в „ТС Банк“ АД; счетоводител в ДЗИ.
През 2015 година е избрана от Народното събрание (НС) за зам.-председател на Сметната палата.
Участва в дейността на международни професионални организации на ВОИ и техните работни структури: Международна организация на върховните одитни институции – ИНТОСАЙ; Европейската организация на върховните одитни институции – ЕВРОСАЙ; Контактен комитет на ръководителите на ВОИ и на ЕСП
През януари 2023 година е избрана за изпълняващ длъжността председател на Сметната палата. От 7 юли 2023 година е определена да изпълнява правомощията на председател на Сметната палата до избора на нов председател, когато отново заема поста зам.-председател на Сметната палата.
На 9 август 2024 година е предложена от президента Румен Радев за кандидат за служебен министър-председател на Република България. На 19 август президентът отказва да назначи предложения от нея състав за министерски съвет поради несъгласието си в него да участва Калин Стоянов като министър на вътрешните работи.